# Täthetsmatris
En täthetsmatris, eller täthetsoperator, är en matris eller operator inom kvantmekaniken som beskriver ett kvanttillstånd. I motsats till en tillståndsvektor {\displaystyle |\psi \rangle } kan täthetsmatrisen beskriva blandade tillstånd, och inte bara rena tillstånd. Täthetsmatriser är särskilt användbara för att beskriva öppna kvantsystem, där växelverkan med omgivningen medför osäkerhet i tillståndet hos ett kvantsystem. Täthetsmatriser kan även vara användbara för att beskriva slutna system, till exempel om initialtillståndet är ett blandat tillstånd.
Begreppen täthetsmatris och täthetsoperator används vanligtvis synonymt. Formellt är täthetsoperatorn en operator, medan täthetsmatrisen är matrisrepresentationen av denna operator för ett givet val av basvektorer. I många fall används dock täthetsmatris som benämning på både operatorn och dess matrisrepresentation.

## Rena och blandade tillstånd
Tillståndet för ett slutet fysikaliskt system, ett så kallat rent tillstånd, beskrivs inom kvantmekaniken av en tillståndsvektor {\displaystyle |\psi \rangle } i ett Hilbertrum. Enligt kvantfysiken innehåller tillståndsvektorn all möjlig fysikalisk information om kvanttillståndet och gör det möjligt att teoretiskt beräkna väntevärden för olika observabler, de storheter som är möjliga att uppmäta genom experiment. Med hjälp av Schrödingerekvationen kan även tillståndets tidsutveckling bestämmas.
Tillståndsvektorn kan däremot inte användas för att beskriva en hel statistisk ensemble av {\displaystyle N} likadana slutna system. Varje enskilt system befinner sig då förvisso i ett tillstånd som beskrivs av en tillståndsvektor {\displaystyle |\psi _{n}\rangle }, men denna tillståndsvektor behöver inte nödvändigtvis vara samma för samtliga av systemen. För att beskriva hela ensemblens tillstånd används istället en täthetsmatris {\displaystyle {\hat {\rho }}}.
Låt anta att {\displaystyle N_{n}} av systemen befinner sig i tillståndet {\displaystyle |\psi _{n}\rangle }. Sannolikheten att vid en mätning på ett slumpmässigt utvalt system finna tillståndet {\displaystyle |\psi _{n}\rangle } är således
{\displaystyle p_{n}\equiv {\frac {N_{n}}{N}}}.
Täthetsmatrisen för ensemblen ges då av
{\displaystyle {\hat {\rho }}=\sum _{n}p_{n}|\psi _{n}\rangle \langle \psi _{n}|}
där {\displaystyle |\psi _{n}\rangle \langle \psi _{n}|} är en projektionsoperator som projicerar kvanttillstånd på tillståndet {\displaystyle |\psi _{n}\rangle }. Notera att tillstånden {\displaystyle \{|\psi _{n}\rangle \}} inte behöver vara ortogonala.
I allmänhet beskriver täthetsmatrisen ett blandat tillstånd, det vill säga systemen i ensemblen befinner sig inte alla i samma rena tillstånd {\displaystyle |\psi _{n}\rangle }. Detta innebär att det finns en möjlighet att få olika utfall vid en mätning på ett slumpmässigt utvalt system. Täthetsmatrisen kan dock även beskriva rena tillstånd, vilka ges av {\displaystyle {\hat {\rho }}=|\psi \rangle \langle \psi |}. Med andra ord kan täthetsmatrisen beskriva både rena tillstånd (vilket även en tillståndsvektor kan) och blandade tillstånd (vilket en tillståndsvektor inte kan). Således är täthetsmatrisen ett mer generellt koncept än tillståndsvektorn för att beskriva kvanttillstånd.
Täthetsmatrisen kan också beskriva kvanttillståndet för ett öppet system. Till skillnad från ett slutet system kan ett öppet system utbyta energi och/eller massa med sin omgivning, vilket innebär att dess tidsutveckling inte ges av Schrödingerekvationen. Sannolikheten {\displaystyle p_{n}} att finna systemet i ett tillstånd {\displaystyle |\psi _{n}\rangle } vid ett visst ögonblick är given av andelen av tiden systemet befinner sig i detta tillstånd. Täthetsmatrisen för det öppna systemet ges då av samma uttryck som för en ensemble av slutna system.
Notera skillnaden mellan ett system som befinner sig i en koherent superposition {\displaystyle |\psi \rangle ={\frac {1}{\sqrt {2}}}(|0\rangle -|1\rangle )}, det vill säga har täthetsmatrisen
{\displaystyle {\hat {\rho }}={\frac {1}{2}}|0\rangle \langle 0|+{\frac {1}{2}}|1\rangle \langle 1|-{\frac {1}{2}}|0\rangle \langle 1|-{\frac {1}{2}}|1\rangle \langle 0|},
och ett system som med lika stor sannolikhet befinner sig i antingen tillstånd {\displaystyle |0\rangle } eller tillstånd {\displaystyle |1\rangle }, det vill säga har täthetsmatrisen
{\displaystyle {\hat {\rho }}={\frac {1}{2}}|0\rangle \langle 0|+{\frac {1}{2}}|1\rangle \langle 1|}.
Det första systemet är ett exempel på ett rent tillstånd medan det andra systemet är ett exempel på ett blandat tillstånd.

## Formalism
Givet en uppsättning av rena tillstånd {\displaystyle \{|\psi _{n}\rangle \}} (som ej nödvändigtvis är ortogonala) och konvexa vikter (sannolikheter) {\displaystyle 0\leq p_{n}\leq 1} med relationen {\displaystyle \sum _{n}p_{n}=1} ges täthetsmatrisen, eller täthetsoperatorn, av
| Täthetsoperatorn {\displaystyle {\hat {\rho }}=\sum _{n}p_{n}\|\psi _{n}\rangle \langle \psi _{n}\|} |
Täthetsoperatorn kan ekvivalent definieras som en operator som uppfyller följande villkor:
1. {\displaystyle \operatorname {tr} {\hat {\rho }}=1}
2. {\displaystyle {\hat {\rho }}\geq 0} (positiv operator)

Det andra villkoret medför att täthetsoperatorn är hermitesk. Notera att för ett rent tillstånd gäller att {\displaystyle \operatorname {tr} {\hat {\rho }}^{2}=1}, medan för ett blandat tillstånd gäller att {\displaystyle \operatorname {tr} {\hat {\rho }}^{2}<1}.

### Matrisrepresentation
Täthetsmatrisen kan uttryckas på matrisform med hjälp av en ortonormal bas av tillstånd {\displaystyle \{|u_{n}\rangle \}}. Fullständighetsrelationen medför att
{\displaystyle {\hat {\rho }}=\sum _{n}p_{n}|\psi _{n}\rangle \langle \psi _{n}|=\sum _{ijn}p_{n}|u_{i}\rangle \langle u_{i}|\psi _{n}\rangle \langle \psi _{n}|u_{j}\rangle \langle u_{j}|=\sum _{ij}|u_{i}\rangle \rho _{ij}\langle u_{j}|}
där matriselementet {\displaystyle \rho _{ij}=\sum _{n}p_{n}\langle u_{i}|\psi _{n}\rangle \langle \psi _{n}|u_{j}\rangle =\langle u_{i}|{\hat {\rho }}|u_{j}\rangle } har införts. Exempelvis har täthetsmatrisen
{\displaystyle {\hat {\rho }}={\frac {1}{2}}|0\rangle \langle 0|+{\frac {1}{2}}|1\rangle \langle 1|-{\frac {1}{2}}|0\rangle \langle 1|-{\frac {1}{2}}|1\rangle \langle 0|}
matrisrepresentationen
{\displaystyle {\hat {\rho }}={\frac {1}{2}}{\begin{pmatrix}1&-1\\-1&1\end{pmatrix}}}
i basen {\displaystyle \{|0\rangle ,|1\rangle \}}.
Matriselementen {\displaystyle \{\rho _{ij}\}}, {\displaystyle i=j}, kallas populationer och beskriver sannolikheten att finna systemet i tillstånd {\displaystyle |u_{i}\rangle }, medan matriselementen {\displaystyle \{\rho _{ij}\}}, {\displaystyle i\neq j}, kallas koherenser och beskriver koherenta superpositioner mellan olika tillstånd. Det är just koherenserna som utmärker kvantmekaniken från klassisk fysik.
I allmänhet kan matrisrepresentationen för en täthetsoperatorn skrivas som
| Allmän matrisrepresentation {\displaystyle \rho =U^{\dagger }D(\lambda _{1},\lambda _{2},...,\lambda _{n})U} |
där {\displaystyle n} är dimensionen på matrisrepresentationen, {\displaystyle \lambda _{i}\geq 0}, {\displaystyle \sum _{i}\lambda _{i}=1}, {\displaystyle D(x_{1},x_{2},...,x_{n})} är en diagonalmatris med diagonalelementen {\displaystyle x_{1},x_{2},x_{3}} och {\displaystyle U} är en unitär {\displaystyle (U^{\dagger }=U^{-1})} och unimodulär {\displaystyle (\det U=1)} matris, det vill säga {\displaystyle U\in \mathrm {SU} (n)}.

## Kvantmätningar
Vid en kvantmätning av en observabel {\displaystyle {\hat {A}}}, som matematiskt representeras av en operator som verkar på täthetsmatrisen, ges observabelns väntevärde {\displaystyle \langle {\hat {A}}\rangle } av
{\displaystyle \langle {\hat {A}}\rangle =\sum _{n}p_{n}\langle \psi _{n}|{\hat {A}}|\psi _{n}\rangle =\sum _{n}p_{n}\operatorname {tr} (|\psi _{n}\rangle \langle \psi _{n}|{\hat {A}})=\sum _{n}\operatorname {tr} (p_{n}|\psi _{n}\rangle \langle \psi _{n}|{\hat {A}})=\operatorname {tr} \left(\sum _{n}p_{n}|\psi _{n}\rangle \langle \psi _{n}|{\hat {A}}\right)=\operatorname {tr} ({\hat {A}}\,{\hat {\rho }})}.
Det gäller alltså att
| Väntevärde {\displaystyle \langle {\hat {A}}\rangle } {\displaystyle \langle {\hat {A}}\rangle =\operatorname {tr} ({\hat {A}}\,{\hat {\rho }})} |
I likhet med en tillståndsvektor påverkas täthetsmatrisen av själva mätningen. Om
{\displaystyle {\hat {A}}=\sum _{n}A_{n}|A_{n}\rangle \langle A_{n}|=\sum _{n}A_{n}{\hat {P}}_{n}}
där {\displaystyle {\hat {P}}_{n}\equiv |A_{n}\rangle \langle A_{n}|} är en projektionsoperator som projicerar kvanttillstånd på tillståndet {\displaystyle |P_{n}\rangle }, gäller att täthetsmatrisen efter mätningen är {\displaystyle {\hat {\rho }}'={\frac {{\hat {P}}_{n}{\hat {\rho }}{\hat {P}}_{n}}{\operatorname {tr} ({\hat {P}}_{n}{\hat {\rho }})}}}.

## Sammansatta system
Om ett fysikaliskt system består av två icke-interagerande delsystem {\displaystyle A} och {\displaystyle B} med tillhörande täthetsmatriser {\displaystyle {\hat {\rho }}^{A}} och {\displaystyle {\hat {\rho }}^{B}}, ges täthetsmatrisen för det sammansatta systemet av tensorprodukten {\displaystyle {\hat {\rho }}^{AB}={\hat {\rho }}^{A}\otimes {\hat {\rho }}^{B}}. Detta gäller dock inte i allmänhet och för så kallade sammanflätade system kan täthetsmatrisen inte ens skrivas som en konvexkombination av tensorprodukter av olika täthetsmatriser för vardera delsystem.

### Reducerade täthetsmatriser
Om {\displaystyle {\hat {\rho }}} är täthetsmatrisen för ett sammansatt system bestående av två (interagerande) delsystem {\displaystyle A} och {\displaystyle B}, så erhålls den reducerade täthetsmatrisen {\displaystyle {\hat {\rho }}_{A}} för delsystem {\displaystyle A} från
| Reducerad täthetsoperator {\displaystyle {\hat {\rho }}^{A}\equiv \sum _{n}\langle \psi _{n}^{B}\|{\hat {\rho }}\|\psi _{n}^{B}\rangle =\operatorname {tr} _{B}{\hat {\rho }}} |
där {\displaystyle \operatorname {tr} _{B}} är det partiella spåret över omgivningen {\displaystyle B} och {\displaystyle \{|\psi _{n}^{B}\rangle \}} en bas av tillstånd för denna omgivning.
Den reducerade täthetsmatrisen är ett viktigt koncept för beskrivningen av öppna system. Om täthetsmatrisen för systemet och dess omgivning är känd, kan den reducerade täthetsmatrisen för det öppna systemet erhållas direkt och på så sätt fås en beskrivning av enbart det öppna systemet.

### Kvantsammanflätning
Sammanflätning är ett typiskt kvantmekaniskt fenomen som saknar klassisk motsvarighet. Givet ett system bestående av två delsystem {\displaystyle A} och {\displaystyle B} kan tillståndet för hela systemet vara ett produkttillstånd, ett separabelt tillstånd eller ett sammanflätat tillstånd.
Ett produkttillstånd är ett tillstånd på formen
| Produkttillstånd {\displaystyle {\hat {\rho }}={\hat {\rho }}^{A}\otimes {\hat {\rho }}^{B}} |
Mätningar på respektive delsystem uppvisar i detta fall inga korrelationer sinsemellan sig.
Ett separabelt tillstånd är ett tillstånd på formen
| Separabelt tillstånd {\displaystyle {\hat {\rho }}=\sum _{n}p_{n}{\hat {\rho }}_{n}^{A}\otimes {\hat {\rho }}_{n}^{B}} |
med konvexa vikter {\displaystyle 0\leq p_{n}\leq 1}. Mätningar på respektive delsystem uppvisar i detta fall klassiska korrelationer sinsemellan sig. Notera att ett produkttillstånd är ett specialfall av ett separabelt tillstånd.
Den tredje kategorin av tillstånd är sammanflätade tillstånd. Denna kategori innefattar alla andra tillstånd, det vill säga de som inte är separabla. Dessa tillstånd är av stort intresse eftersom de uppvisar så kallade kvantkorrelationer, alltså korrelationer som inte förekommer enligt klassisk fysik. Sammanflätade tillstånd utgör en viktig resurs för många protokoll inom kvantinformation.
Ett av de enklaste exemplen på sammanflätade tillstånd är ett singlettillstånd, vars täthetsmatris ges av
{\displaystyle {\hat {\rho }}_{S}={\frac {1}{2}}|0\rangle \langle 0|+{\frac {1}{2}}|1\rangle \langle 1|-{\frac {1}{2}}|0\rangle \langle 1|-{\frac {1}{2}}|1\rangle \langle 0|}.
Detta tillstånd är sammanflätat eftersom det inte kan skrivas som en konvexkombination av produkttillstånd.

## Tidsutveckling

### Liouville–von Neumann-ekvationen
Precis som Schrödingerekvationen beskriver tidsutvecklingen för ett slutet systems tillståndsvektor {\displaystyle |\psi \rangle } beskriver Liouville–von Neumann-ekvationen tidsutvecklingen för ett slutet systems täthetsmatris:
| Liouville–von Neumann-ekvationen {\displaystyle i\hbar {\frac {\partial }{\partial t}}{\hat {\rho }}=[{\hat {H}},{\hat {\rho }}]} |
där {\displaystyle {\hat {H}}} är Hamiltonoperatorn och {\displaystyle [\cdot ,\cdot ]} betecknar en kommutator.
Om Hamiltonoperatorn är tidsoberoende ges täthetsmatrisens tidsberoende explicit av
{\displaystyle {\hat {\rho }}(t)=U{\hat {\rho }}(0)U^{\dagger }=e^{-iHt/\hbar }{\hat {\rho }}(0)e^{iHt/\hbar }}
med tidsutvecklingsoperatorn {\displaystyle U\equiv e^{-iHt/\hbar }}.

### Masterekvationer
Masterekvationer är ekvationer som beskriver tidsutvecklingen för en täthetsmatris för ett öppet system, som kan utbyta energi och/eller massa med sin omgivning. Tidsutvecklingen för täthetsmatrisen för det öppna systemet {\displaystyle A} med omgivning {\displaystyle B} beskrivs av Liouville–von Neumann-ekvationen eftersom systemet och dess omgivning tillsammans utgör ett slutet system. Med hjälp av ett antal antaganden, som vanligtvis bygger på Born-Markov-approximationen samt antagandet att systemet initialt är i ett produkttillstånd {\displaystyle {\hat {\rho }}={\hat {\rho }}^{A}\otimes {\hat {\rho }}^{B}}, erhålls en masterekvation på Lindbladform. Masterekvationerna beskriver en kontinuerlig tidsutveckling av den reducerade täthetsmatrisen {\displaystyle {\hat {\rho }}^{A}} och dess mest allmänna form erhålls från villkoret att ekvationen hela tiden måste bevara täthetsmatrisens egenskaper (att operatorn är positiv och att dess spår är ett). Detta ger den allmänna formen för en masterekvation på Lindbladform:
| Masterekvation på Lindbladform {\displaystyle {\frac {d{\hat {\rho }}^{A}}{dt}}=-{\frac {i}{\hbar }}[{\hat {H}},{\hat {\rho }}^{A}]+\sum _{i}\left[2{\hat {L}}_{i}{\hat {\rho }}^{A}{\hat {L}}_{i}^{\dagger }-\left({\hat {L}}_{i}^{\dagger }{\hat {L}}_{i}{\hat {\rho }}^{A}+{\hat {\rho }}^{A}{\hat {L}}_{i}^{\dagger }{\hat {L}}_{i}\right)\right]} |
där {\displaystyle {\hat {L}}_{i}} är en Lindbladoperator som beskriver interaktionen mellan det öppna systemet och dess omgivning. Exakt hur Lindbladoperatorerna ser ut beror på det specifika systemets egenskaper. I allmänhet är tidsutvecklingen för ett öppet system dock mer komplicerat än vad som kan beskrivas med masterekvationer.

## Entropi
Från täthetsmatrisen kan von Neumann-entropin {\displaystyle S({\hat {\rho }})} för det fysikaliska systemet i fråga beräknas. Eftersom täthetsmatrisen per definition är en positiv operator (och därmed hermitesk) gäller att den kan skrivas som {\displaystyle {\hat {\rho }}=\sum _{n}\lambda _{n}|u_{n}\rangle \langle u_{n}|}, där {\displaystyle |u_{n}\rangle } är ortogonala tillståndsvektorer, {\displaystyle \lambda _{n}\geq 0} och {\displaystyle \sum _{n}\lambda _{n}=1}. Entropin för systemet ges då av
| von Neumanns entropi {\displaystyle S({\hat {\rho }})=-\operatorname {tr} ({\hat {\rho }}\ln {\hat {\rho }})=-\sum _{n}\lambda _{n}\ln \lambda _{n}} |
Notera att om {\displaystyle \lambda _{n}=0} för något {\displaystyle n} kommer entropin fortfarande att vara väldefinierad eftersom {\displaystyle \lim _{x\rightarrow 0}x\ln x=0}. I allmänhet gäller att ju större osäkerhet (ju fler mikrotillstånd) som finns i ett system, desto större entropi har systemet. Exempelvis är entropin för alla rena tillstånd noll.
Om {\displaystyle U} är en unitär operator gäller att
{\displaystyle S({\hat {\rho }})=S(U{\hat {\rho }}U^{\dagger })}
vilket gäller exempelvis för tidsutvecklingsoperatorn {\displaystyle U\equiv e^{-iHt/\hbar }}. För ett system som inte interagerar med sin omgivning gäller att Hamiltonoperatorn är tidsoberoende och att {\displaystyle {\hat {\rho }}(t)=U{\hat {\rho }}(0)U^{\dagger }}. Entropin är således konstant för ett system som inte interagerar med sin omgivning.

## Exempel
I allmänhet kan täthetsmatrisen se ut hur som helst så länge den uppfyller villkoren i definitionen, det vill säga är en positiv operator med spår lika med ett. Beroende på systemets storlek kan täthetsmatrisen ha olika dimensioner. Vissa specifika täthetsmatriser av stor betydelse har fått egna namn tilldelade till sig, däribland singlettillståndet och Wernertillståndet.

### Kvantbit
Tillståndet för en kvantbit, som kan vara i en godtycklig superposition mellan två olika tillstånd {\displaystyle |0\rangle } och {\displaystyle |1\rangle }, ges av tillståndsmatrisen
{\displaystyle {\hat {\rho }}={\frac {1}{2}}\left({\hat {1}}+{\boldsymbol {\sigma }}\cdot \mathbf {n} \right)}
där {\displaystyle {\boldsymbol {\sigma }}\equiv (\sigma _{x},\sigma _{y},\sigma _{z})} är Paulivektorn vars komponenter är Paulimatriser och {\displaystyle \mathbf {n} } är en vektor som avgör vilket tillstånd kvantbiten befinner sig i. Om kvantbiten är i ett rent tillstånd gäller att {\displaystyle \mathbf {n} \cdot \mathbf {n} =1}, medan om den är i ett blandat tillstånd gäller att {\displaystyle \mathbf {n} \cdot \mathbf {n} <1}.

### Singlettillstånd
Ett singlettillstånd beskriver tillståndet för två elektroner vars totala spinn är noll. Detta innebär att den ena elektronens spinn måste peka uppåt och den andra elektronens spinn peka nedåt. På grund av att partiklarna är ourskiljbara består tillståndet av en superposition givet av det rena tillståndet
{\displaystyle |\Psi ^{S}\rangle ={\frac {1}{\sqrt {2}}}(|0\rangle \otimes |1\rangle -|1\rangle \otimes |0\rangle )}.
Detta tillstånd kan uttryckas med täthetsmatrisen
{\displaystyle {\hat {\rho }}_{S}={\frac {1}{2}}|0\rangle \langle 0|\otimes |1\rangle \langle 1|+{\frac {1}{2}}|1\rangle \langle 1|\otimes |0\rangle \langle 0|-{\frac {1}{2}}|0\rangle \langle 1|\otimes |1\rangle \langle 0|-{\frac {1}{2}}|1\rangle \langle 0|\otimes |0\rangle \langle 1|}
eller, på matrisform, som
{\displaystyle {\hat {\rho }}_{S}={\frac {1}{2}}{\begin{pmatrix}0&0&0&0\\0&1&-1&0\\0&-1&1&0\\0&0&0&0\end{pmatrix}}}
i basen {\displaystyle \{|0\rangle \otimes |0\rangle ,|0\rangle \otimes |1\rangle ,|1\rangle \otimes |0\rangle ,|1\rangle \otimes |1\rangle \}}.
Singlettillståndet är ett exempel på ett Belltillstånd, det vill säga ett maximalt sammanflätat tillstånd. En mätning på en av partiklarnas spinn påverkar inte bara denna partikel utan även den andra partikeln. Om utfallet vid en mätning på den ena partikelns spinn ger spinn upp, kommer tillståndet för den andra partikelns spinn omedelbart att kollapsa till spinn ned.
Detta ger dock inte någon möjlighet till supraluminal kommunikation. Om systemet med de två elektronerna delas upp i två delsystem {\displaystyle A} och {\displaystyle B} för respektive partikel, ges den reducerade täthetsmatrisen för system {\displaystyle B} av
{\displaystyle {\hat {\rho }}_{S}^{B}=\operatorname {tr} _{A}{\hat {\rho }}_{S}={\frac {1}{2}}|0\rangle \langle 0|+{\frac {1}{2}}|1\rangle \langle 1|}.
Den reducerade täthetsmatrisen för respektive partikel innehåller alltså ingen information om tillståndet för den andra partikeln. En observatör som mäter på en av partiklarna kommer således inte att kunna veta om en mätning har utförts på den andra partikeln och, om så vore fallet, vad utfallet var. Det är först efter att klassisk information om utfallet vid mätningarna på respektive partikel har överförts som kvantkorrelationerna uppenbarar sig.

### Wernertillstånd
Wernertillståndet är ett kvanttillstånd nära besläktat med singlettillståndet givet av  täthetsmatrisen
{\displaystyle {\hat {\rho }}_{W}=p{\hat {\rho }}_{S}+(1-p){\frac {1}{4}}{\hat {1}}}
där {\displaystyle 0\leq p\leq 1} är en konvex vikt. Wernertillståndet är med andra ord ett blandat tillstånd mellan ett singlettillstånd och ett maximalt blandat tillstånd. Parametern {\displaystyle p} avgör hur stor sannolikheten är att Wernertillståndet befinner sig i singlettillståndet. Matrisrepresentationen av Wernertillståndet ges av
{\displaystyle {\hat {\rho }}_{W}={\frac {1}{4}}{\begin{pmatrix}1-p&0&0&0\\0&1+p&-2p&0\\0&-2p&1+p&0\\0&0&0&1-p\end{pmatrix}}}
i basen {\displaystyle \{|0\rangle \otimes |0\rangle ,|0\rangle \otimes |1\rangle ,|1\rangle \otimes |0\rangle ,|1\rangle \otimes |1\rangle \}}. Notera att för {\displaystyle p=1} sammanfaller Wernertillståndet med singlettillståndet. Wernertillståndet är sammanflätat för {\displaystyle p>{\frac {1}{3}}}.